# المصلحة المركزية للصحة والنشاط الاجتماعي والرياضات (شرطة الجزائر)
المصلحة المركزية للصحة و النشاط الاجتماعي و الرياضات هي أحد المصالح المركزية المختصة على مستوى المديرية العامة للأمن الوطني، تعمل على تأطير، تهيئة وتسيير المنشآت ذات الطابع الاجتماعي، الطبي، الرياضي والترفيهي كمراقد العزاب، المطاعم، المراكز الصحية، مراكز الراحة للعائلات، المراكز الثقافية، قاعات الرياضات، المكتبات، فضاءات الانترنيت وغيرها.

## المدراء
- مراقب الشرطة أبوبكر بوحمد 2016[2]